# (17300) 4321 P-L
A (17300) 4321 P-L a Naprendszer kisbolygóövében található aszteroida. Cornelis Johannes van Houten, Ingrid van Houten-Groeneveld és Tom Gehrels fedezte fel 1960. szeptember 24-én.